# Тетеревенков, Владимир Николаевич
Влади́мир Никола́евич Тетеревенков (1875 — после 1917) — председатель Мещовской уездной земской управы, член Государственной думы 2-го и 3-го созывов от Калужской губернии.

## Биография
Православный. Из потомственных дворян Калужской губернии. Землевладелец той же губернии (1200 десятин).
Среднее образование получил в Калужской гимназии, а высшее — в Императорском училище правоведения, по окончании которого в 1896 году поступил на службу по Министерству юстиции. Выйдя в отставку, избирался почётным мировым судьей, гласным Перемышльского и Мещовского уездных земских собраний, а также и Калужского губернского земства. В 1903—1907 годах был председателем Мещовской уездной земской управы. Состоял членом Общества сельского хозяйства в Мещовске. Был членом Союза 17 октября.
В феврале 1907 года был избран членом II Государственной думы от Калужской губернии. Входил во фракцию октябристов. Состоял секретарём аграрной комиссии, а также членом комиссии о преобразовании местного суда. Выступал по аграрному вопросу.
В октябре 1907 года был избран в III Государственную думу. Входил во фракцию октябристов. Состоял членом комиссий: земельной, по переселенческому делу, о мерах по борьбе с пожарами.
По окончании срока полномочий Государственной думы в 1912 году вновь поступил на службу по судебному ведомству и был назначен членом Симбирского окружного суда по Сызранскому уезду. Дослужился до чина статского советника.
Судьба после 1917 года неизвестна. Был женат.